# Combretum rochetianum
Combretum rochetianum är en tvåhjärtbladig växtart som beskrevs av Achille Richard och Adrien Henri Laurent de Jussieu. Combretum rochetianum ingår i släktet Combretum och familjen Combretaceae. Inga underarter finns listade i Catalogue of Life.